# Solidarity Forever

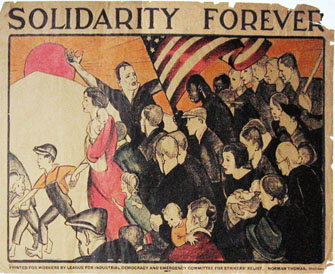
Cartel para Liga para la Democracia Industrial, diseñado por Anita Willcox durante la Gran Depresión, mostrando solidaridad con luchas de trabajadores y pobres en América.

"Solidaridad para siempre", escrita por Ralph Chaplin en 1915, es quizás el himno sindical estadounidense más famoso. Su melodía es la de  "El cuerpo de John Brown", una canción de marcha abolicionista estadounidense, y "El Himno de Batalla de la República". A pesar de haber sido escrito como canción para los Trabajadores Industriales del Mundo (IWW), otros movimientos sindicales, como el AFL-CIO, la adoptaron como propia. La canción ha sido tocada por músicos como Utah Phillips, Pete Seeger, y ha sido versionada por Emcee Lynx y The Nightwatchman. Hoy día sigue siendo común cantarla en reuniones sindicales y manifestaciones en los Estados Unidos, Australia y Canadá, también ha sido cantada en conferencias del Partido de Trabajo australiano y del Nuevo Partido Democrático canadiense.
Las letras han sido traducidas a otros idiomas, como alemán, francés, español, catalán y polaco.

## Letras
Letra original en inglés y traducción literal en castellano:
| Solidarity Forever When the union's inspiration through the workers' blood shall run, There can be no power greater anywhere beneath the sun; Yet what force on earth is weaker than the feeble strength of one, But the union makes us strong. Chorus: Solidarity forever, For the union makes us strong. Is there aught we hold in common with the greedy parasite, Who would lash us into serfdom and would crush us with his might? Is there anything left to us but to organize and fight? For the union makes us strong. Chorus It is we who plowed the prairies; built the cities where they trade; Dug the mines and built the workshops, endless miles of railroad laid; Now we stand outcast and starving midst the wonders we have made; But the union makes us strong. Chorus All the world that's owned by idle drones is ours and ours alone. We have laid the wide foundations; built it skyward stone by stone. It is ours, not to slave in, but to master and to own. While the union makes us strong. Chorus They have taken untold millions that they never toiled to earn, But without our brain and muscle not a single wheel can turn. We can break their haughty power, gain our freedom when we learn That the union makes us strong. Chorus In our hands is placed a power greater than their hoarded gold, Greater than the might of armies, multiplied a thousand-fold. We can bring to birth a new world from the ashes of the old For the union makes us strong. | Solidaridad para siempre Cuando la inspiración de la unión/el sindicato corra a través de la sangre de los obreros, no puede haber poder más grande bajo el Sol; A pesar de que lo que fuerza la tierra es más débil que la endeble fuerza de uno, Pero la unión/el sindicato nos hace fuertes. Coro Solidaridad para siempre, Por la unión/el sindicato nos hacemos fuertes. Es nada lo que tenemos en común con los codiciosos parásitos, ¿quién nos esclavizaría a latigazos y nos aplastaría con su poder? ¿Hay otra cosa que hacer que organizarnos y luchar? Por la unión/el sindicato nos hacemos fuertes. Coro Nosotros somos los que aramos las praderas; construimos las ciudades donde ellos comercian; Cavamos las minas y construimos los talleres, tendemos millas sin fin de vías férreas; ahora permanecemos marginados y hambrientos en medio de las maravillas que nosotros hemos construido; Pero la unión/el sindicato nos hace fuertes. Coro Todo el mundo que es poseído por zánganos ociosos es nuestro y solo nuestro. Hemos tendido anchos cimientos, construido hacia el cielo piedra a piedra. Es nuestro, no para esclavizarlo sino para dirigirlo y poseerlo. Mientras la unión/el sindicato nos hace fuertes. Coro Ellos han tomado incontables millones que nunca han trabajado para ganar. Pero sin nuestro cerebro y nuestro músculo ni una sola rueda puede girar. Podemos romper su aarogante poder, ganar nuestra libertad cuando aprendamos Que la unión/el sindicato nos hace fuertes. Coro En nuestras manos se encuentra un poder mayor que el oro que han atesorado, mayor que la fuerza de los ejércitos multiplicada mil veces. Podemos hacer nacer un nuevo mundo de las ascuas del antiguo. Por la unión/el sindicato nos hacemos fuertes. |

### Versión en español
Esta adaptación en español fue escrita por Joe Glazer, Francisco Villareal, Augustín Lira, Luis Valdez y Felipe Cantú y está incluida en el cancionero oficial de los Trabajadores Industriales del Mundo (IWW).
Solidaridad pa' siempre

En las viñas de la ira luchan por su libertad,

Todos los trabajadores quieren ya vivir en paz.

Y por eso, compañeros, nos tenemos que juntar

Con la fuerza sindical.

Coro

Solidaridad pa' siempre

Solidaridad pa' siempre

Solidaridad pa' siempre

Con la fuerza sindical.

Llevaremos en la sangre la grandeza sindical –

No habrá poder más grande que el obrero mundial.

Compañero, si eres débil como individual,

Busca la fuerza sindical.

Coro

Más que'l oro atesorado es el poder gremial;

Más fuerte que un ejército con tremendo arsenal.

Crearemos nueva vida en el campo laboral

Con la fuerza sindical.

Coro

Vamos, vamos compañeros los derechos a pelear

Con el corazón en alto y con fe en la unidad

Que la fuerza de los pobres como las olas del mar

La injusticia va a inundar.

## Composición
Ralph Chaplin empezó escribir "Solidarity Forever" en 1914, mientras  cubría la huelga de los mineros del carbón de Kanawha, en Huntington, Virginia Occidental. Acabó la canción el 15 de enero de 1915, en Chicago, día de una "manifestación del hambre". Chaplin era un Wobbly (militante de la IWW) entregado, escritor para Solidaridad, la publicación oficial del IWW en el Este de Estados Unidos al tiempo que también era dibujante para la organización. Compartía los análisis de la IWW, como se demuestra en su "Preamble (Preámbulo)", incluido en cada copia del Little Red Songbook (Pequeño libro rojo de canciones) (enlace a Wikipedia en inglés).
Este Preámbulo comienza con el clásico análisis del capitalismo como sistema de dos clases: "La clase trabajadora y la clase propietaria no tienen nada en común." Y continua diciendo que la lucha de clases continuará hasta la victoria de la clase trabajadora: "Entre estas dos clases la lucha debe avanzar hasta que los obreros del mundo se organicen como una clase, tomen posesión de las tierras y de los medios de producción y abolan el sistema de trabajo asalariado". El Preámbulo denuncia a los sindicatos como incapaces de hacer frente al poder de la clase propietaria. Mediante la negociación de las condiciones de trabajo, dice el Preámbulo, los sindicatos confunden a los obreros dándoles a estos la impresión de que tienen intereses en común con los empresarios.
El Preámbulo llama a los obreros a construir una organización de "todos los miembros de cualquier industria". A pesar de las similitudes que esto puede parecer tener con los sindicatos de ramo desarrollado por el Congress of Industrial Organizations (Congreso de Organizaciones Industriales), la IWW se oponía a la campaña de John L. Lewis para escindirse de la Federación Estadounidense del Trabajo y organizar sindicatos industriales en los años 30. El Preámbulo explica: "en lugar del eslogan conservador 'un salario diario justo por un día justo de trabajo' debemos escribir en nuestras pancartas el lema "Abolición del sistema de trabajo asalariado'".La IWW abrazó el sindicalismo de clase y se opuso a la participación en políticas electorales: "mediante la organización industrial estamos formando la estructura de la nueva sociedad dentro de la estructura de la antigua.
El punto de vista del Preámbulo se ve reflejado en "Solidarity Forever", que enuncia varios de los elementos del análisis de la IWW. La tercera estrofa ("somos nosotros los que labramos  las llanuras") se refiere al rol primario de los obreros como creadores de la riqueza. Esto se ve repetido en las estrofas cuarta y quinta, en las que se da una justificación ética a la reclamación de los obreros de "todo el mundo". La segunda estrofa ("Es nada lo que tenemos en común con esos codiciosos parásitos") se refiere a las dos clases antagónicas de las que se habla en el Preámbulo. Las estrofas primera y quinta proporcionan una estrategia para los trabajadores: la solidaridad sindical. Finalmente la sexta estrofa adelanta el resultado utópico, un nuevo mundo destinado a nacer "de las cenizas del antiguo".
Chaplin no se vio satisfecho con la extendida popularidad de "Solidarity Forever" en el movimiento obrero. Hacia el final de su vida, convertido en una voz de la oposición al Socialismo de Estado dentro del movimiento obrero, Chaplin escribiño un artículo "Por qué escribí 'Solidarity Forever'", en el cual denunciaba las "no-tan-necesitados, no-tan-loables, así llamados 'sindicatos industriales' generados por una época de sindicalismo compulsivo". Escribiño que entre los "Wobblies" (miembros del IWW) "no había ni uno que no mirara con envidia el éxito de Solidarity Forever". "No escribí Solidarity Forever para políticos ambiciosos o para faquires obreros hambrientos por un puesto para hacer dinero fácil... Todos nosotros estábamos profundamente resentidos viendo como una canción que era nuestra se convertía en la sintonía comercial de un tipo aguado de sindicalismo industrial post-Wagner-Act que usaba fondos ilícitos millonarios para persuadir a sus chicos de oficina del Congreso para que les hicieran los coros." Chaplin añade: "Afirmó también que, cuando el movimiento obrero deja de ser una causa y se convierte en un negocio, el producto final difícilmente puede ser llamado progreso.
A pesar de los temores de Chaplin "Solidarity Forever" ha conservado el carácter de llamado a la creación de un movimiento obrero mayor por la vigencia del mensaje de fondo de la canción. Muchos músicos no interpretan las seis estrofas que componen la canción original sino que típicamente se dejan sin tocar la segunda y la cuarta, dejando fuera el contenido más radical.

## Modificaciones modernas
Desde los 70 las mujeres han añadido versos a "Solidarity Forever" para reflejar sus preocupaciones como parte de los sindicatos. Uno de los conjuntos de estrofas añadidas más populares es: